# Moses-Mendelssohn-Preis
Der Moses-Mendelssohn-Preis (nicht zu verwechseln mit der Moses Mendelssohn Medaille) ist eine vom Berliner Senat gestiftete Auszeichnung. Mit ihm werden Personen, Gruppen und Institutionen geehrt, die durch besondere Verdienste auf geistig-literarischem oder religiös-philosophischem Gebiet oder durch praktische Sozialarbeit zur Verwirklichung und Förderung der Toleranz gegenüber Andersdenkenden und zwischen den Völkern und Religionen beigetragen haben.
Die Auszeichnung wurde am 6. September 1979 anlässlich des 250. Geburtstags des deutsch-jüdischen Philosophen Moses Mendelssohn auf Anregung der Mendelssohn-Gesellschaft vom Berliner Senat ins Leben gerufen. Der Preis wird alle zwei Jahre verliehen und ist mit 10.000 Euro dotiert.
Eine Jury entscheidet über die Vergabe des Preises. In der Jury sitzen Vertreter der Mendelssohn-Gesellschaft, der Jüdischen Gemeinde zu Berlin, der Evangelischen Kirche Berlin-Brandenburg-schlesische Oberlausitz, der katholischen Kirche (Erzbistum Berlin), des Humanistischen Verbands Deutschlands (Landesverband Berlin-Brandenburg) sowie zwei vom Senat bestimmte Persönlichkeiten.

## Preisträger
- 1980 Barbara Just-Dahlmann
- 1982 Eva Gabriele Reichmann
- 1984 Liselotte Funcke und Barbara John
- 1986 Sir Yehudi Menuhin
- 1988 Helen Suzman
- 1990 Teddy Kollek
- 1992 Charlotte Schiffler und Wolfgang Thierse
- 1994 Inge Deutschkron und Heinz Knobloch
- 1996 Hans Koschnick und Bosiljka Schedlich
- 1998 Kurt Scharf
- 2000 Ivan Nagel
- 2002 Anetta Kahane
- 2004 Hilde Schramm
- 2006 Tim Guldimann
- 2008 Michael Brocke
- 2010 Micha Ullman
- 2012 Shermin Langhoff
- 2014 Ahmad Mansour
- 2016 Jérôme Boateng, Peter von der Osten-Sacken
- 2018 Monika Düllmann und das Team des von ihr geleiteten Jerusalemer St. Louis-Krankenhauses[1]
- 2020 Hermann Simon
- 2022 Jan Philipp Reemtsma
- 2024 Oz Ben David, Jalil Dabit, Betreiber eines israelisch-palästinensischen Restaurants[2]